# Obrowo (gmina)
Pour les articles homonymes, voir Obrowo.
Obrowo est une gmina rurale du powiat de Toruń, Couïavie-Poméranie, dans le centre-nord de la Pologne. Son siège est le village d'Obrowo, qui se situe environ 19 km à l'est de Toruń.
La gmina couvre une superficie de 161,97 km2 pour une population de 10 010 habitants.

## Géographie
La gmina est bordée par la ville de Ciechocinek et les gminy d'Aleksandrów Kujawski, Ciechocin, Czernikowo, Lubicz et Wielka Nieszawka.